# Joseph Boczov
Joseph Boczov ou József Boczor, né Ferencz ou Ferenc Wolf (3 août 1905, Batiz (Hongrie) - 21 février 1944, fusillé au fort du Mont-Valérien), est un ingénieur chimiste, militant et résistant communiste hongrois, soldat volontaire de l'armée française de libération (FTP-MOI de la région parisienne), fondateur, en 1942, et chef du 4e détachement dit des « dérailleurs », puis dirigeant du Groupe Manouchian-Boczov-Rayman de résistants. 
Arrêté le 27 novembre 1943, son nom et son portrait sont placardés par les nazis sur l'affiche rouge avec la description « juif hongrois », aux côtés de huit de ses camarades des FTP-MOI.
Grand spécialiste en explosifs, il s'était aguerri à la vie combattante durant la guerre d'Espagne, au sein des Brigades internationales. 

## Biographie

### Jeunesse
Ferenc Wolf est né à Batiz (aujourd'hui: Botiz, Satu Mare), village appartenant alors à l’empire austro-hongrois. Le père de Ferenc, un juif hongrois, est un prêteur d’argent plutôt aisé. Après le Traité de Versailles, en 1920, le village de Batiz et sa région sont cédées à la Roumanie. La famille Wolf décide de rester dans le village et devient roumaine. Ferenc Wolf peut donc s’inscrire au collège de Cluj. Durant ses études il milite au jeune Parti communiste roumain et rencontre Ana Pauker, une des dirigeantes du parti. Son diplôme d’ingénieur en poche, il devint permanent du Parti communiste roumain et milita à Iași. Il décide de s’engager dans la lutte antifasciste et de combattre en Espagne. Pour protéger sa famille, il change de nom et prend celui de Joseph Boczov.
À l'âge de 32 ans, il quitte la Roumanie pour se rendre, à pied, en Espagne, combattre dans les rangs des Brigades internationales. Il perd six mois sur les routes et dans les prisons avant d'atteindre son but. Après la défaite de la République espagnole, il se retrouve interné avec ses camarades de lutte dans les camps d'Argelès et de Gurs. Joseph Boczov est le chef du groupe roumain du camp. Avec nombre de ses compatriotes, il est déchu de sa nationalité. En tant qu'apatrides, ils sont déportés vers l'Allemagne. Pendant le trajet en train, il organise leur évasion.

### Seconde Guerre Mondiale
Il vient à Paris et, lorsque sont formés les premiers groupes de FTP, il devient le chef du premier détachement FTP-Immigrés, composé d'éléments hungaro-roumains de la région parisienne. Il organise la première attaque à la grenade contre la gare de Belleville où de grandes quantités de marchandises sont stockées dans les dépôts.
Son détachement se spécialise dans le déraillement des trains de SS et de la Wehrmacht. Les déraillements, qui se font d'abord à l'aide de simples outils, sont perfectionnés car la surveillance allemande se fait de plus en plus rigoureuse. L'ingénieur-chimiste Boczov, aux prises avec mille difficultés, fait preuve d'ingéniosité et d'initiative. Ensuite, lorsque la lutte clandestine se développe et prend des formes toujours plus élaborées, Boczov, fort de ses connaissances techniques et de son expérience acquise pendant la guerre d'Espagne, devient le chef du 4e détachement, qui se consacre à des actions d'envergure contre les chemins de fer utilisés par l'armée allemande,. Sa formation de chimiste lui permet de concevoir des mines et des « charges en cisaille » efficaces pour faire dérailler les trains.
Filé depuis le 24 septembre 1943 par la Brigade Spéciale no 2 (BS2) des Renseignements généraux, Joseph Boczov se cache : à Paris, au 85, rue de Turbigo ; au 1bis, rue de Lanneau ; au 9, rue Caillaux. Le 21 octobre 1943, Joseph Boczov, Léon Goldberg et quatre autres combattants partent en mission pour faire stopper un convoi allemand sur la ligne Paris - Troyes, à Grandpuits près de Mormant. Dans la nuit du 24 au 25 octobre 1943, le train déraille, mais ils n'ont pas repéré qu'ils étaient filés par la BS2. Une fusillade s'engage. Trois résistants sont tués ou faits prisonniers, et les trois autres s'enfuient, mais sont repérés. L'étau se resserre.
Joseph Boczov est arrêté le 27 novembre 1943. Accusé d'avoir accompli 20 attentats (chiffre éloigné de la réalité), il est traduit devant le Tribunal militaire. Il est fusillé au fort du Mont-Valérien le 21 février 1944 avec les 22 autres membres de l'Affiche rouge,,.

## Affiche rouge
Son nom figure sur l'« affiche rouge » éditée par les Allemands, avec le texte suivant : 

« Boczov juif hongrois chef dérailleur 20 attentats »

## Divers
- Profession : Ouvrier menuisier
- Lieu d'habitation : Paris 13e

## Mémoire
En 1974 l'administration postale de la République populaire de Hongrie émet un timbre-poste, d'une valeur de trois forint, illustré, sur fond bleu-blanc-rouge, des effigies de trois hongrois « héros de la Résistance française » : Jószef Boczor, Imre Békés et Tamás Elek.
L'année suivante, le livre "L'Affiche rouge", du journaliste et écrivain Philippe Ganier-Raymond, paru le 5 mai 1975, quelques mois avant le film L'Affiche rouge de Franck Cassenti, rappelle l'action des combattants des FTP-MOI du Groupe Manouchian-Boczov-Rayman. Sur ses sept chapitres, un est consacré à Boczov, un autre à Missak Manouchian, un troisième à Thomas Elek et un autre à Marcel Rajman.
Le 21 février 2024, il est cité « Mort pour la France », ainsi que ses 22 autres camarades,  avec l'entrée de Missak et de Mélinée Manouchian lors de la cérémonie de panthéonisation en présence d'Emmanuel Macron, président de la République française. Une plaque portant son nom et ceux des 23 résistants du groupe Manouchian est apposée au Panthéon. Son portrait figure avec les autres camarades du groupe des FTP-MOI de l'Ile-de-France.

## Liste des membres du groupe Manouchian exécutés le 21 février 1944

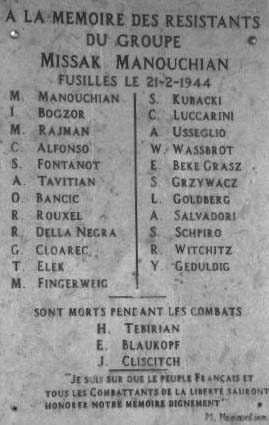
Mémorial de l'Affiche rouge à Valence.

La liste suivante des 23 membres du groupe Manouchian exécutés par les Allemands signale par la mention (AR) les dix membres que les Allemands ont fait figurer sur l'Affiche rouge :
- Celestino Alfonso (AR), Espagnol, 27 ans
- Olga Bancic, Roumaine, 32 ans (seule femme du groupe, guillotinée en Allemagne le 10 mai 1944)
- Joseph Boczov [József Boczor; Wolff Ferenc] (AR), Hongrois, 38 ans - Ingénieur chimiste
- Georges Cloarec, Français, 20 ans
- Rino Della Negra, Italien, 19 ans
- Thomas Elek [Elek Tamás] (AR), Hongrois, 18 ans - Étudiant
- Maurice Fingercwajg (AR), Polonais, 19 ans
- Spartaco Fontanot (AR), Italien, 22 ans
- Jonas Geduldig, Polonais, 26 ans
- Emeric Glasz [Békés (Glass) Imre], Hongrois, 42 ans - Ouvrier métallurgiste
- Léon Goldberg, Polonais, 19 ans
- Szlama Grzywacz (AR), Polonais, 34 ans
- Stanislas Kubacki, Polonais, 36 ans
- Cesare Luccarini, Italien, 22 ans
- Missak Manouchian (AR), Arménien, 37 ans
- Armenak Arpen Manoukian, Arménien, 44 ans
- Marcel Rayman (AR), Polonais, 21 ans
- Roger Rouxel, Français, 18 ans
- Antoine Salvadori, Italien, 24 ans
- Willy Schapiro, Polonais, 29 ans
- Amedeo Usseglio, Italien, 32 ans
- Wolf Wajsbrot (AR), Polonais, 18 ans
- Robert Witchitz (AR), Français, 19 ans

## Décoration
- Médaille de la Résistance française, à titre posthume par le décret du 31 mars 1947[19],[20].

## Filmographie
- L'Armée du crime de Robert Guédiguian, sorti en 2009.